# Plaza Princesa Isabel
La Plaza Princesa Isabel es un espacio público ubicado en el barrio de Campos Elíseos, en la zona central de la ciudad de São Paulo, Brasil. La plaza, rodeada por la avenidas Río Branco y Duque de Caxias y por las rúas Helvetia y Guaianazes constituye el principal espacio público del barrio de Campos Elíseos. Desde 1960 se instaló en ella el monumento ecuestre del Duque de Caxias que fue considerado el monumento ecuestre más alto del mundo. En sus cercanías se encuentra el terminal de buses urbanos homónimo y, una cuadra más al norte, el Palacio de los Campos Elíseos que fue la antigua sede de gobierno del estado de São Paulo. En los últimos años, se vio afectada por el fenómeno social denominado Cracolandia, que la convirtió en un foco de inseguridad e insalubridad en la ciudad.

## Historia
Considerado el único espacio público dentro del barrio de Campos Elíseos, la plaza fue bautizada como "Princesa Isabel" el 19 de noviembre de 1921 en honor a la princesa Isabel de Brasil que había fallecido cinco días antes. Anteriormente, este espacio era conocido como Largo dos Guaianazes o Campo Redondo. Había sido parte de la chacra del barón Visconde de Mauá hasta 1879 cuando esos terrenos fueron vendidos al alemán Federico Glette, uno de los urbanizadores de los Campos Elíseos. Anteriormente, en 1865, el espacio era utilizado para hacer carreras de caballos y, más antes aún, en 1850, se evaluó la construcción en el mismo del primer cementerio público de la ciudad que terminó construyéndose en la Rua da Consolação. En 1960 se construyó e inauguró el monumento al Duque de Caxias, proyecto del escultor ítalo-brasileño Victor Brecheret presentado casi 20 años antes cuando se realizó un concurso internacional para escoger la obra que homenajease de mejor manera al Duque de Caxias, uno de los principales héroes brasileños y patrón del ejército de ese país.
Entre las décadas de 1960 y 1980, la plaza sufrió modificaciones físicas que llevaron a casi triplicar su tamaño. Hasta los años 1950 ocupaba sólo la cuadra que estaba limitada entre las avenidas Duque de Caxias, Río Branco, la rúa Guaianases y la rúa General Roldon. En los años 1960 se extendió en la manzana al norte entre las rúas General Roldon y Helvetia tras la expropiación de las edificaciones. En 1997 se construyó, en la cuadra al norte de la plaza entre la rúa Helvetia y la Alameda Glete el "Terminal Princesa Isabel" de omnibuses urbanos, lo que contribuyó a mejorar la integración de la zona con el centro de la ciudad ya que la estación de metro más cercana esta a más de 750 metros. Estas modificaciones causaron que la plaza sea considerado un punto importante para el desarrollo del barrio a pesar del decaimiento que había sufrido el barrio de Campos Elíseos en las décadas anteriores.
Sin embargo, en el siglo XXI, la plaza fue uno de los lugares donde se asentó el fenómeno conocido como Cracolandia, consistente en una muchedumbre de indigentes y drogadictos que ocupan los espacios públicos del barrio. En ese sentido, la plaza se ha convertido en centro de los esfuerzos del gobierno por controlar o solucionar este problema que, además, implica el tráfico de drogas, la prostitución y la trata de personas. En los últimos años, en el marco del combate al tráfico de drogas en la zona, la plaza fue totalmente ocupada por Cracolandia y fue escenario de varios desalojos violentos por parte de la policía. En razón de ello, la alcaldía de Sao Paulo decidió en 2022 cercar dicha plaza y construir muros para que quedara convertida en un parque con acceso restringido a su interior.